# T&E软件
株式会社T&E软件是原日本电子游戏开发商，由横山俊朗与横山英二兄弟于1982年建立，1980年代活跃于家用电脑游戏市场。最初得名來自創始人俊朗（Toshiro）与他的弟弟英二（Eiji ）名字，但後來改為“Tri & Exciting”，最終改為“Technology & Entertainment”。
2002年5月，T&E软件改名D Wonderland（2015年12月更名為大黑屋全球控股）；后Deep公司从该公司中独立，取得“T&E软件”商标。之后，横山俊朗个人创立的Digital Golf公司将Deep公司收购，取得“T&E软件”品牌名。2008年1月，Digital Golf名古屋支公司开设子公司“T&E软件”，随后多玩国子公司Games Arena收购T&E软件全部股份。
至2013年1月时，因经过多次调整，最終被多玩國子公司Spike Chunsoft吸收合併後T&E软件事实上正式消灭（Chunsoft和Spike合併前正是由Games Arena單獨收購的，並於2012年4月1日合併成為Spike Chunsoft，而Games Arena亦於6月解散。）。2019年，D4 Enterprise取得T&E的软件著作权。